# Erich Maechler
Pour les articles homonymes, voir Erich.
Erich Maechler, né le 24 septembre 1960 à Hochdorf, dans le canton de Lucerne, est un coureur cycliste professionnel suisse.

## Palmarès
- 1978
  - 10e du championnat du monde sur route juniors
- 1981
  - 2eb étape du Tour de l'Avenir (contre-la-montre par équipes)
  - 2e du Tour du Stausee
- 1982
  - Tour du Stausee
  - Tour du Nord-Ouest de la Suisse
  - 8e étape du Tour de Suisse
  - 2e du Trophée Luis Puig
- 1983
  - Grand Prix de Mendrisio
  - 6e étape du Tour de Suisse
  - 2e du Grand Prix de Lugano
  - 3e de La Marseillaise
  - 6e du championnat du monde sur route
- 1984
  -  Champion de Suisse sur route
  - 2e étape de Tirreno-Adriatico
  - 2e de Tirreno-Adriatico
- 1985
  - 2e du Grand Prix du canton d’Argovie
- 1986
  - 5e étape du Critérium du Dauphiné libéré
  - 21e étape du Tour de France
- 1987
  - 1re étape de Paris-Nice (contre-la-montre par équipes)
  - Milan-San Remo
  - Prologue et 3eb étape (contre-la-montre) du Critérium du Dauphiné libéré
  - 2e étape du Tour de France (contre-la-montre par équipes)
- 1988
  - Volta al Camp Morverde
  - Tour de la Communauté valencienne
    - Classement général
    - Prologue et 4eb étape (contre-la-montre)

  - Tirreno-Adriatico
    - Classement général
    - 3e et 6eb (contre-la-montre) étapes

  - 8e de Milan-San Remo
- 1989
  - 4e étape de Tirreno-Adriatico
  - 8e de Tirreno-Adriatico
- 1990
  - 4e étape du Tour de Luxembourg
  - 2e du Tour de la Communauté valencienne
  - 2e du Tour de Luxembourg
- 1992
  - Tour du Nord-Ouest de la Suisse
  - 2e du championnat de Suisse sur route
- 1994
  - 2e de la Japan Cup

## Résultats sur les grands tours

### Tour de France
10 participations
- 1983 : 84e
- 1984 : 84e
- 1985 : 114e
- 1986 : 49e, vainqueur de la 21e étape (Saint-Étienne-Puy-de-Dôme)
- 1987 : 85e, vainqueur de la 2e étape (contre-la-montre par équipes),  maillot jaune durant 7 jours
- 1988 : 136e
- 1989 : 117e
- 1990 : 130e
- 1991 : 128e
- 1992 : abandon (13e étape)

### Tour d'Italie
4 participations
- 1982 : 91e
- 1985 : 23e
- 1988 : abandon (14e étape)
- 1993 : 120e

#### Tour d'Espagne
2 participations
- 1989 : 58e
- 1991 : 75e